# Formula Azzurra
La Formula Azzurra è stato un campionato monomarca per monoposto a ruote scoperte, svoltosi in Italia dal 2005 al 2009.
Il campionato, promosso dalla CSAI come categoria propedeutica alla Formula 3, fu intitolato al grande pilota scomparso Michele Alboreto e per i primi 3 anni ammetteva vetture prodotte dal costruttore Gloria modello B5-10Y con motore Yamaha Fazer 5LV (cilindrata 998 cm³) adattato all'uso automobilistico. Per evitare aumenti dei costi e per mettere i piloti tutti alla pari, il regolamento era estremamente rigido nell'impedire elaborazioni rispetto alla vettura fornita dal costruttore e prevedeva specificatamente che molte parti della vettura dovessero essere identiche a come erano state fornite. Era permessa la regolazione degli assetti agendo sulle sospensioni, ma senza variare la lunghezza dei puntoni, scegliendo le molle in un set fornito dal costruttore e senza sostituire gli ammortizzatori, per il motore era prevista la piombatura mediante sigilli, permettendo di agire solo sulla carburazione e per la trasmissione non si potevano cambiare i rapporti forniti dal costruttore, diversi a seconda del circuito ove si correva. Il peso minimo era di 405 kg in assetto da gara con serbatoio vuoto, in corsa con il pilota a bordo di 475 kg.
A partire dal 2008 cambiò il costruttore scelto, che fu Autoalberta-Uboldi Corse e il motore fu un FIAT 4 cilindri 16 valvole da 1600 cc. i pesi minimi aumentarono a 460 kg e 530 kg con pilota a bordo. Fu mantenuto lo spirito del regolamento restrittivo e con il nuovo motore non ci fu più la possibilità di agire sulla carburazione dato che era dotato di centralina elettronica fornita dal costruttore.
Il regolamento sportivo prevedeva la partecipazione a tutti gli eventi in programma per avere validità del punteggio conseguito, questo comportò che nel 2006 Ignazio Belluardo, pur avendo ottenuto più punti di Giuseppe Termine, non fu dichiarato campione per non aver partecipato a tutte le gare.
Nel 2010 la Formula Azzurra è stata sostituita dalla Formula Abarth.

## Albo d'oro
| Anno | Pilota              | Team           |
| ---- | ------------------- | -------------- |
| 2005 | Davide Rigon        | Europa Corse   |
| 2006 | Giuseppe Termine    | CO2 Motorsport |
| 2007 | Salvatore Cicatelli | PKF Racing     |
| 2008 | Edoardo Liberati    | MG Motorsport  |
| 2009 | Alberto Cerqui      | MG Motorsport  |